# USHL 1948/49
Die Saison 1948/49 war die vierte reguläre Saison der United States Hockey League (USHL). Meister wurden die St. Paul Saints.

## Modus
In der Regulären Saison absolvierten die acht Mannschaften jeweils 66 Spiele, wobei die Meisterschaft in zwei Division (North und South) aufgeteilt wurde. Anschließend wurde der Meister in Playoffs ausgespielt. Für einen Sieg erhielt jede Mannschaft zwei Punkte, bei einem Unentschieden einen Punkt und bei einer Niederlage null Punkte.

## Reguläre Saison

### North Division
Abkürzungen: GP = Spiele, W = Siege, L = Niederlagen, T = Unentschieden, GF = Erzielte Tore, GA = Gegentore, Pts = Punkte
|                      | GP | W  | L  | T  | GF  | GA  | Pts |
| -------------------- | -- | -- | -- | -- | --- | --- | --- |
| St. Paul Saints      | 66 | 36 | 20 | 10 | 284 | 210 | 82  |
| Kansas City Pla-Mors | 66 | 30 | 23 | 13 | 261 | 206 | 73  |
| Omaha Knights        | 66 | 28 | 25 | 13 | 226 | 220 | 69  |
| Minneapolis Millers  | 66 | 27 | 24 | 15 | 223 | 211 | 69  |

### South Division
Abkürzungen: GP = Spiele, W = Siege, L = Niederlagen, T = Unentschieden, GF = Erzielte Tore, GA = Gegentore, Pts = Punkte
|                    | GP | W  | L  | T  | GF  | GA  | Pts |
| ------------------ | -- | -- | -- | -- | --- | --- | --- |
| Tulsa Oilers       | 66 | 33 | 23 | 10 | 281 | 216 | 76  |
| Dallas Texans      | 66 | 24 | 27 | 15 | 246 | 251 | 63  |
| Fort Worth Rangers | 66 | 24 | 35 | 7  | 217 | 298 | 55  |
| Houston Huskies    | 66 | 17 | 42 | 7  | 200 | 326 | 41  |